# Кубок Атлантики з футболу
Кубок Атлантики (порт.-браз. Taça do Atlântico або ісп. Copa del Atlántico) — футбольний турнір, що нерегулярно проводився з 1956 по 1976 рік. Учасниками змагання були національні збірні команд Південної Америки. Всього було проведено 3 розіграші. У всіх перемогу здобула збірна Бразилії.
В останньому розіграші Кубка Атлантики враховувалися результати одночасно проведених турнірів — Кубка Ріо-Бранко, Кубка Освалдо Круза і Кубка Рока.

## Розіграші
| Кубок Атлантики | Кубок Атлантики | Кубок Атлантики | Кубок Атлантики | Кубок Атлантики | Кубок Атлантики |
| Рік             | Место           | Место           | Место           | Место           |                 |
| Рік             | Чемпіон         | Друге месці     | Третє місце     | Четверте місце  |                 |
| --------------- | --------------- | --------------- | --------------- | --------------- | --------------- |
| 1956            | Бразилія        | Аргентина       | Уругвай         | –               |                 |
| 1960            | Бразилія        | Аргентина       | Уругвай         | Парагвай        |                 |
| 1976            | Бразилія        | Аргентина       | Парагвай        | Уругвай         |                 |

## Титули
| Команда   | Золото               | Срібло         | Бронза   |
| Бразилія  | 3 (1956, 1960, 1976) |                |          |
| Аргентина | 3 (1956, 1960, 1976) |                |          |
| Уругвай   |                      | 2 (1956, 1960) |          |
| Парагвай  |                      |                | 1 (1976) |

## Найкращі бомбардири
| Рік  | Команда   | Гравець         | Голи |
| ---- | --------- | --------------- | ---- |
| 1956 | Аргентина | Ернесто Грільйо | 2    |
| 1960 | Аргентина | Хосе Санфіліппо | 3    |
| 1976 | Аргентина | Маріо Кемпес    | 6    |